# Sainte Marie Madeleine lisant
Sainte Marie Madeleine lisant (aussi nommée en italien, Ritratto di donna in veste di Maddalena) est une peinture a tempera sur panneau de bois réalisée entre 1490 et 1495 par le peintre italien de la Renaissance Piero di Cosimo. Elle est conservée dans la galerie nationale d'Art ancien du palais Barberini, à Rome. 

## Histoire
D'abord attribuée à Andrea Mantegna, la peinture l'est à Piero di Cosimo en 1874.

## Description
L'œuvre représente Marie Madeleine à un rebord de fenêtre, lisant la Bible. Elle est vêtue d'une robe verte et d'une cape rouge à la doublure bleue typiques du XVe siècle ; elle est identifiable comme la Madeleine par ses longs cheveux légèrement bouclés drapés sur ses épaules et à ses attributs de sainte : la bouteille de nard posée à côté d'elle sur le rebord de la fenêtre. Elle porte un rang de perles dans les cheveux entourés d'un fin halo qui l'auréole. Sur le rebord se trouve posée la signature du peintre en cartellino. 
La commanditaire était probablement une femme nommée Maddalena ayant voulu cette représentation aux fins de dévotion personnelle.

## Postérité
Le tableau fait partie du musée imaginaire de l'historien français Paul Veyne, qui le décrit dans son ouvrage justement intitulé Mon musée imaginaire.